# Fernandezia
Fernandezia là một chi thực vật có hoa trong họ Orchidaceae.